# Wolfgang Wimmer (Manager)
Wolfgang Wimmer (* 3. Mai 1942 in Ybbs an der Donau; † 31. Mai 2017 in Neulengbach) war ein österreichischer Manager. Nachdem er 1965 zum Lebensmitteleinzelhändler Billa gestoßen war, stieg er dort binnen weniger Jahre zum Vorstand auf und fungierte in diesem von 1992 bis 2006 als Vorsitzender.

## Leben und Wirken
Wolfgang Wimmer wurde am 3. Mai 1942 in Ybbs an der Donau geboren und begann nach seiner allgemeinen Schulbildung im Jahr 1956 eine Lehre als Einzelhandelskaufmann beim Lebensmittelhändler Konsum in Wien. Nach beendeter Lehre arbeitete er als kaufmännischer Angestellter bei Konsum und stieg bereits 1961 zum Filialleiter auf. Nach einigen Jahren in dieser Funktion trat er 1965 in den Billa-Konzern ein und erlebte auch hier einen raschen Aufstieg. So war er bereits 1966 als Filialinspektor tätig und wurde 1972 zum Verkaufsleiter ernannt. In diesem Jahr erfolgte auch Wimmers Bestellung zum Vorstand der Billa AG, dem er in weiterer Folge jahrzehntelang angehörte. Von 1992 bis 2006 hatte er dabei die Funktion des Vorstandsvorsitzenden und Generaldirektors von Billa inne. Als solcher war er zum Teil auch bei Filialeröffnungen persönlich zugegen. Nur zwei Jahre vor seinem Aufstieg zum Vorsitzenden war das Unternehmen zum Marktführer im Einzelhandel in Österreich aufgestiegen und konnte sich spätestens ab 1995 als solcher behaupten.
Während seiner Amtszeit erfolgte unter anderem die Einführung der Handelsmarke Ja! Natürlich (1994), die Übernahme von 200 Konsum-Filialen (1995), der Einstieg in die Touristik mit der Gründung von ITS Billa Reisen (1998), die Übernahme sämtlicher Filialen von Julius Meinl in Mittel- und Westösterreich (1999) oder die Einführung eines neuen Filialtyps, genannt Big Billa (2000). Die erste Filiale dieses Formats wurde im Dezember 2002 in Wimmers langjährigem Wohnort Neulengbach eröffnet. Nachdem Billa im Jahr 1996 an die Rewe Group verkauft worden war, trat Wimmer ab 2000 auch im Vorstand der in Köln beheimateten Unternehmensgruppe, der BML-Holding, in Erscheinung und zwar in Form eines Vorstandsmitgliedes der Holding der Billa-Gruppe Rewe Austria AG. Bereits im Februar 2006 gab Wimmer das operative Geschäft bei Billa an Volker Hornsteiner ab; bis Ende des Jahres 2006 blieb Wimmer allerdings im Vorstand der REWE Group Austria und verantwortete in seinem Vorstandsbereich das Handelsunternehmen Billa. Danach trat er in den Ruhestand.
Am 31. Mai 2017 starb Wimmer im Alter von 75 Jahren in seiner Heimatstadt Neulengbach.

## Ehrungen
Zeitlebens wurde Wimmer vielfach geehrt; so war er unter anderem seit 2004 Träger des Großen Goldenen Ehrenzeichens für Verdienste um die Republik Österreich.
Etwa ein halbes Jahr davor nahmen Wimmer, seines Zeichens Vorstandsmitglied, und sein Kollege Veit Schalle, Generalbevollmächtigter von REWE Austria, den Goldenen Zuckerhut, eine Auszeichnung für beispielhafte Leistungen in der Ernährungswirtschaft, für die Billa AG entgegen.